# Gans (Gironda)
Gans é uma comuna francesa na região administrativa da Nova Aquitânia, no departamento da Gironda. Estende-se por uma área de 6,91 km². Em 2010 a comuna tinha 196 habitantes (densidade: 28,4 hab./km²).